# Puchar Interkontynentalny w Lekkoatletyce 2010 – bieg na 200 m mężczyzn
Bieg na 200 metrów mężczyzn – jedna z konkurencji rozegranych podczas pucharu interkontynentalnego w Splicie. Sprinterzy rywalizowali 5 września – drugiego dnia zawodów.

## Rezultaty
| Poz. | Zawodnik            | Reprezentacja  | Czas  |
| ---- | ------------------- | -------------- | ----- |
| 1.   | Wallace Spearmon    | Ameryka        | 19.95 |
| 2.   | Churandy Martina    | Ameryka        | 20.47 |
| 3.   | Ben Youssef Meité   | Afryka         | 20.51 |
| 4.   | Christian Malcolm   | Europa         | 20.75 |
| 5.   | Kenji Fujimitsu     | Azja i Oceania | 20.80 |
| 6.   | Amr Seoud           | Afryka         | 20.94 |
| 7.   | Matt Davies         | Azja i Oceania | 22.03 |
| 8.   | Jaysuma Saidy Ndure | Europa         | DNF   |